# Phalangacris alluaudi
Phalangacris alluaudi is een rechtvleugelig insect uit de familie krekels (Gryllidae). De wetenschappelijke naam van deze soort is voor het eerst geldig gepubliceerd in 1895 door Bolívar.
1. ↑  (en) Phalangacris alluaudi op de IUCN Red List of Threatened Species.